# Bianor nexilis
Bianor nexilis là một loài nhện trong họ Salticidae.
Loài này thuộc chi Bianor. Bianor nexilis được Jastrzebski miêu tả năm 2007.